# Резолюция Совета Безопасности ООН 827
Резолюция Совета Безопасности ООН 827 — документ, принятый на голосовании Совета Безопасности Организации Объединенных наций, учредивший Международный трибунал по бывшей Югославии и принявший его устав.
Резолюция была принята единогласно.

## Предыстория
Впервые создать международный трибунал для лиц, которые предположительно несут ответственность за военные преступления на территории Югославии, предложил в мае 1991 года хорватский журналист Мирко Кларин, опубликовав статью под названием «Нюрнберг сейчас». В своей статье, он заявил, что создание третьего после Нюрнбергского и Токийского международного военного трибунала, позволило бы «предотвратить много бед».
В октябре 1992 года Советом Безопасности ООН была учреждена комиссия, занимавшаяся расследованием возможных нарушений международного гуманитарного права на территории бывшей Югославии. В частности, по Женевским конвенциям.
22 февраля 1993 года, единогласно была принята резолюция 808, которая рекомендовала создание такого международного суда.

## Голосование
В 21:25 заседание СБ было открыто. Помимо постоянных членов Совета (России, Китая, США, Великобритании и Франции), в принятии резолюции участвовали Бразилия, Кабо-Верде, Джибути, Венгрия, Япония, Марокко, Новая Зеландия, Пакистан, Венесуэла, Испания.
Председателем заседания выступил постоянный представитель России при ООН Юлий Воронцов.
На заседании, длившемся чуть более часа, все члены заседания единогласно проголосовали за учреждение трибунала. 

## Пункты
Согласно резолюции, СБ ООН утверждал доклад генерального секретаря S/25704 (Бутроса Бутроса-Гали), а также в срочном порядке просил привести резолюцию в исполнение и представить будущим судьям МТБЮ любые полученные от государств предложения в «отношении правил процедуры и доказывания». Все государства призывались к финансированию деятельности трибунала и должны были сотрудничать с ним в полной мере.
Юрисдикция суда устанавливалась в период между 1 января 1991 и датой, которая ООН определит после восстановления мира в регионе. 
Решение о расположении штаб-квартиры трибунала в Гааге было также принято на голосовании.